# Torymus mexicanus
Torymus mexicanus är en stekelart som beskrevs av William Harris Ashmead 1899. Torymus mexicanus ingår i släktet Torymus och familjen gallglanssteklar. Inga underarter finns listade i Catalogue of Life.